# Langue seconde
La notion de langue seconde a deux interprétations principales. L'une provient de la sociolinguistique anglo-saxonne, conformément à laquelle une langue seconde est simplement une langue acquise chronologiquement juste après la première, c'est-à-dire après la langue maternelle. Selon une autre interprétation, la notion de langue seconde est englobée dans celle de langue étrangère au sens où c'est une langue autre que la langue maternelle, mais se distingue de la langue étrangère par son statut social et, éventuellement, juridique.
La caractéristique générale de la langue seconde est son utilisation en vue de l'intégration de son locuteur dans un groupe majoritaire dont la langue est autre que la sienne, mais la langue seconde a des aspects très divers, d'un côté en fonction de la situation de son utilisateur, du degré de nécessité de la langue seconde pour celui-ci, d'un autre côté en fonction de la zone géographique où elle est utilisée.
Un autre trait spécifique de la langue seconde est que celui/celle qui l'apprend le fait d'ordinaire dans un système d'enseignement et l'utilise dans la zone géographique (pays, région) où il/elle l'apprend.

## Situations de la langue seconde
Une langue seconde est, par exemple, pour les immigrés, la langue majoritaire, éventuellement officielle, du pays ou de la région où ils s'installent. Son acquisition est essentielle pour leur intégration dans la société d'accueil et, en cas de réussite, elle mène au bilinguisme des immigrés et à la possible perte de leur langue maternelle même dès la deuxième génération.
Dans le cas d'une minorité nationale autochtone d'un pays où la langue majoritaire et officielle est autre que la langue minoritaire en cause, la langue seconde est également très nécessaire à la réussite sociale des minoritaires, y compris au niveau du pays entier.
Il existe des situations à part dans des pays comme le Canada, par exemple, où il y a deux langues officielles, l'anglais et le français. La langue seconde y est nécessaire à divers degrés. Pour les immigrés dont la langue maternelle est autre, l'anglais ou le français en tant que langue seconde est essentielle. Pour les anglophones qui vivent au Québec, le français est une langue seconde d'intégration dans la société francophone, mais non pas d'importance vitale. Pour les anglophones vivant en dehors du Québec, le français n'est pas essentiel, mais seulement une langue dont la connaissance présente un avantage social et professionnel important.
Il y a aussi des pays où la langue unitaire et officielle est langue seconde pour la grande majorité de la population. C'est par exemple le cas des pays anciennement colonies de la France en Afrique subsaharienne, où on parle beaucoup d'idiomes dont aucun n'a pu devenir une langue unitaire et officielle, cette fonction étant remplie par le français. Tels sont le Bénin, le Niger ou encore le Togo.
Une autre situation encore est celle d'une langue seconde comme le français dans des pays où la langue nationale et officielle est autre. C’est le cas des pays arabes anciennes colonies françaises du Maghreb et celui du Liban. La langue seconde y est nécessaire pour l’ascension sociale. Sans avoir un statut juridique, le français y est, à côté de l'arabe, langue d'enseignement, langue de culture et langue de presse.